# Пирвенець (Ямбольська область)
Пирвене́ць (болг. Първенец) — село в Ямбольській області Болгарії. Входить до складу общини Стралджа.

## Населення
За даними перепису населення 2011 року у селі проживали 269 осіб.
Національний склад населення села:
| Національність   | Кількість осіб | Відсоток |
| ---------------- | -------------- | -------- |
| болгари          | 254            | 95,1%    |
| цигани           | 12             | 4,5%     |
| інша             | 0              | 0%       |
| Всього відповіли | 267            |          |

Розподіл населення за віком у 2011 році:
Динаміка населення: